# رنگ‌گذاری
رنگ گذاری بسته به تکنیک و نوع رنگ ممکن است به شیوه‌های مختلفی صورت بگیرد و پردازش و ساخت و ساز شود. به طور مثال در رنگ گذاری با رنگ روغن ممکن است به روش سنتی با گذاشتن لایه‌های نازک رنگ روی لایه‌های غلیظ‌تر قبلی صورت بگیرد که به دلیل نیاز به زمان لازم برای خشک شدن لایه قبلی ممکن است چند روز زمان ببرد یا رنگ گذاری به روش خیس روی خیس اجرا شود که سرعت بیشتری دارد و یک روزه انجام میشود. در نقاشی آبرنگ، رنگ گذاری با تکنیک‌های مختلفی مانند  خشک روی خشک یا خیس روی خشک یا خشک روی خیس یا خیس روی خیس انجام میگیرد. و یا مثلا در استفاده ازرنگ اکرلیک رنگ‌گذاری به صورت خیس روی خیس  و یا گذاشتن رنگ‌های رقیق‌تر بر روی رنگ‌های زیرین صورت بگیرد.